# Parafia Narodzenia Najświętszej Maryi Panny w Olszanach
Parafia Narodzenia Najświętszej Maryi Panny w Olszanach – parafia rzymskokatolicka znajdująca się w archidiecezji przemyskiej, w dekanacie Bircza.

## Historia
Olszany były wzmiankowane już w 1464 roku. Po wojnie na kościół filialny zaadaptowano dawną cerkiew. 10 lipca 1969 roku dekretem bpa Ignacego Tokarczuka została erygowana parafia, z wydzielonego terytorium parafii Krasiczyn.
Na terenie parafii jest 903 wiernych (w tym: Olszany – 340, Brylińce – 124, Cisowa – 61, Krasice – 65, Krzeczkowa – 70, Rokszyce – 206, Cisowa PGR – 37).
Proboszczowie parafii:
1969–1980. ks. Edward Banaś.
1980–1986. ks. Franciszek Surówka.
1986–1991. ks. Roman Niedziela.
1991–2005. ks. Stanisław Chrapek.
2005–2013. ks. Witold Szmyd.
2013–2017. ks. Bogdan Kupczyk.
2017–2019. ks. Leszek Dopart.
2019 – nadal ks. Zenon Feresz.

## Kościoły filialne
- Rokszyce – w 1905 roku bp Józef Sebastian Pelczar poświęcił murowany kościół pw. Matki Bożej Anielskiej.
- Brylińce – na kościół filialny zaadaptowano dawną cerkiew.

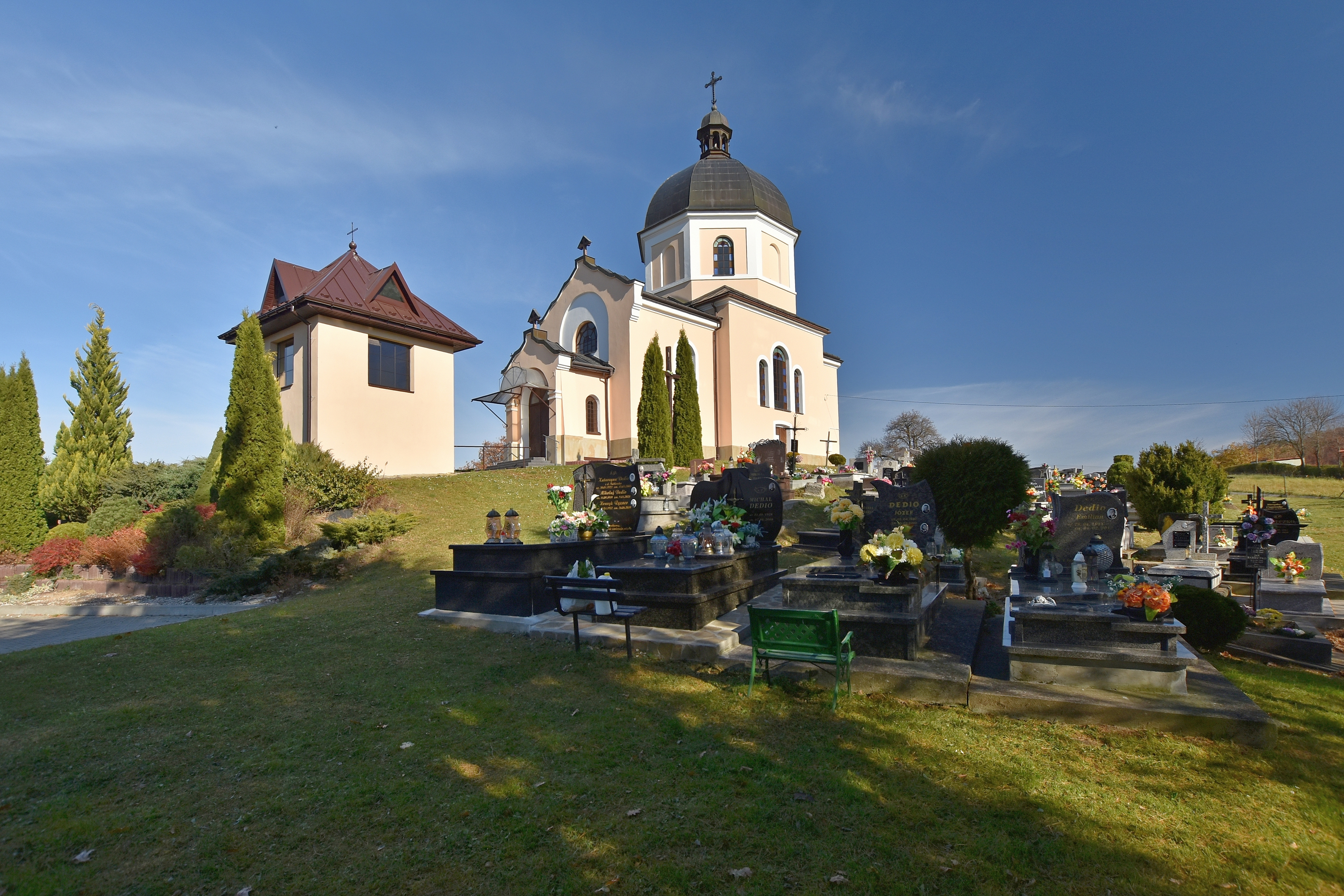
kościół filialny w Brylińcach